# Vizsoly
Vizsoly is een plaats (község) en gemeente in het Hongaarse comitaat Borsod-Abaúj-Zemplén. Vizsoly telt 921 inwoners (2001).